# Gouvernement Eluned Morgan
Pour les articles homonymes, voir Gouvernement Morgan.
Pays de Galles
Gething 
Le gouvernement Eluned Morgan (en anglais : Eluned Morgan government) est le gouvernement du pays de Galles depuis le 7 août 2024, sous la 6e législature du Parlement. Il s'agit du premier gouvernement gallois dirigé par une femme.

## Historique du mandat
Ce gouvernement est dirigé par la nouvelle première ministre travailliste Eluned Morgan, précédemment secrétaire à la Santé. Il est constitué du Parti travailliste gallois (Labour). Seul, il dispose de 30 députés sur 60, soit 50 % des sièges du Parlement.
Il est formé à la suite de la démission du premier ministre Vaughan Gething, au pouvoir depuis quatre mois.
Il succède donc au gouvernement Gething, constitué dans les mêmes conditions.

### Contexte
Le 16 juillet 2024, Vaughan Gething annonce sa démission de chef du Parti travailliste gallois, donc de la direction du gouvernement dévolu, quatre mois seulement après son arrivée au pouvoir. Mis en minorité au Parlement le mois précédent et au centre de plusieurs scandales notamment en matière de financement de campagne électorale, il venait de faire face au départ de quatre secrétaires de son gouvernement. La secrétaire à la Santé du gouvernement Gething Eluned Morgan annonce le 22 juillet qu'elle postule à la direction du Labour du pays de Galles, affirmant à cette occasion son intention de nommer Huw Irranca-Davies vice-premier ministre. Aucun autre candidat ne s'étant manifesté, elle est proclamée sans vote cheffe du Parti travailliste gallois le 24 juillet.

### Formation
Lors d'une séance extraordinaire du Parlement convoquée le 6 août 2024, ce qui interrompt les congés parlementaires, Eluned Morgan est élue première ministre du pays de Galles : elle reçoit 28 voix favorables, contre 15 pour le chef de l'opposition conservateur Andrew R. T. Davies et 12 pour le chef du Plaid Cymru Rhun ap Iorwerth. Elle est la première femme à accéder à la direction du gouvernement gallois.
Le 7 août, elle forme son gouvernement. Confirmant la désignation de Huw Irranca-Davies comme vice-premier ministre, elle crée deux surprises en confirmant ce dernier comme secrétaire aux Affaires rurales et en rappelant l'ancien premier ministre Mark Drakeford comme secrétaire à la Santé. À cette occasion, elle précise que cette nomination se fait « à titre intérimaire » et qu'elle envisagera un remaniement ministériel lors de l'ouverture de la session parlementaire en septembre. Pour les mêmes raisons, l'ancienne conseillère juridique du Parlement Elisabeth Jones est nommée conseillère générale du gouvernement à titre provisoire,.
La première ministre dévoile le 11 septembre suivant la composition définitive de son gouvernement. Elle confirme Mark Drakeford mais lui confie le poste de secrétaire aux Finances. Deux des quatre membres de l'exécutif ayant démission du gouvernement Gething dans le but d'obtenir la démission de son chef sont repêchés, Jeremy Miles comme secrétaire à la Santé et Julie James comme conseillère générale. La prédécesseure de Mark Drakeford, Rebecca Evans, devient secrétaire à l'Économie, le reste de ses collègues conservant leurs portefeuilles.

## Composition

### Initiale (7 août 2024)
| Fonction                                                                           | Titulaire | Titulaire | Titulaire          | Parti  |
| ---------------------------------------------------------------------------------- | --------- | --------- | ------------------ | ------ |
| Première ministre                                                                  |           |           | Eluned Morgan      | Labour |
| Vice-premier ministre Secrétaire au Changement climatique et aux Affaires rurales  |           |           | Huw Irranca-Davies | Labour |
| Secrétaire aux Finances, à la Constitution et au Bureau du cabinet                 |           |           | Rebecca Evans      | Labour |
| Secrétaire au Logement, aux Collectivités locales et à l'Aménagement du territoire |           |           | Jayne Bryant       | Labour |
| Secrétaire à la Santé et aux Services sociaux                                      |           |           | Mark Drakeford     | Labour |
| Secrétaire à l'Économie, aux Transports et au pays de Galles septentrional         |           |           | Ken Skates         | Labour |
| Secrétaire à la Culture et à la Justice sociale Trefnydd et whip en chef           |           |           | Jane Hutt          | Labour |
| Secrétaire à l'Éducation                                                           |           |           | Lynne Neagle       | Labour |
|                                                                                    |           |           |                    |        |
| Ministre de la Santé mentale et de l'Enfance                                       |           |           | Sarah Murphy       | Labour |
| Ministre de l'Aide sociale                                                         |           |           | Dawn Bowden        | Labour |
| Ministre du Dialogue social                                                        |           |           | Jack Sargeant      | Labour |
| Conseillère générale                                                               |           |           | Elisabeth Jones    | Sans   |

### Remaniement du 11 septembre 2024
- Par rapport à la composition précédente, les nouveaux secrétaires sont indiquées en gras, ceux ayant changé d'attributions le sont en italique.

| Fonction                                                                          | Titulaire | Titulaire | Titulaire          | Parti  |
| --------------------------------------------------------------------------------- | --------- | --------- | ------------------ | ------ |
| Première ministre                                                                 |           |           | Eluned Morgan      | Labour |
| Vice-premier ministre Secrétaire au Changement climatique et aux Affaires rurales |           |           | Huw Irranca-Davies | Labour |
| Secrétaire aux Finances et à la Langue galloise                                   |           |           | Mark Drakeford     | Labour |
| Secrétaire à l'Économie, à l'Énergie et à l'Aménagement du territoire             |           |           | Rebecca Evans      | Labour |
| Secrétaire au Logement et aux Collectivités locales                               |           |           | Jayne Bryant       | Labour |
| Secrétaire à la Santé et aux Services sociaux                                     |           |           | Jeremy Miles       | Labour |
| Secrétaire aux Transports et au pays de Galles septentrional                      |           |           | Ken Skates         | Labour |
| Secrétaire à la Justice sociale Trefnydd et whip en chef                          |           |           | Jane Hutt          | Labour |
| Secrétaire à l'Éducation                                                          |           |           | Lynne Neagle       | Labour |
|                                                                                   |           |           |                    |        |
| Ministre de la Santé mentale et du Bien-être                                      |           |           | Sarah Murphy       | Labour |
| Ministre de l'Enfance et de l'Aide sociale                                        |           |           | Dawn Bowden        | Labour |
| Ministre de la Culture, des Compétences et du Dialogue social                     |           |           | Jack Sargeant      | Labour |
| Ministre de la Formation continue et de l'Enseignement supérieur                  |           |           | Vikki Howells      | Labour |
| Conseillère générale                                                              |           |           | Julie James        | Labour |